# جلان هال
جلان هال (24 مايو 1938 - 26 يونيو 1987) (بالإنجليزية: Glen Hall)‏ هو لاعب كريكت جنوب أفريقي. شارك مع منتخب جنوب أفريقيا الوطني للكريكت.

## وصلات خارجية
- جلان هال على موقع إي آس بي آن كريك إنفو (الإنجليزية)